# Lang Suan (huyện)
Lang Suan (tiếng Thái: หลังสวน) là một huyện (‘‘amphoe’’) của tỉnh Chumphon, phía nam Thái Lan.

## Lịch sử
Lang Suan ban đầu là một Mueang báo cáo trực tiếp cho Bangkok. Trong thời kỳ cải cách thesaphiban cuối thế kỷ 19, muang này đã được chuyển sang trực thuộc Monthon Chumphon. Ngày 1 tháng 4 năm 1932, tỉnh này bị giải thể và các huyện thuộc tỉnh được đưa vào tỉnh Chumphon.

## Địa lý
Các huyện giáp ranh (từ phía nam theo chiều kim đồng hồ) là Lamae và Phato của tỉnh Chumphon, La-un thuộc tỉnh Ranong, và Sawi và Thung Tako của Chumphon. Phía đông là vịnh Thái Lan.
Sông chính chảy qua huyện này là sông Lang Suan.

## Hành chính
Huyện này được chia thành 13 phó huyện (tambon), các đơn vị này lại được chia thành 147 làng (muban). Thị xã (thesaban mueang) Lang Suan nằm trên lãnh thổ toàn bộ  ‘‘tambon’’  Lang Suan và một số khu vực của Khan Ngoen, Pho Daeng, Laem Sai và Wang Tako. Thị trấn (thesaban tambon) Paknam Lang Suan nằm trên toàn bộ  ‘‘tambon’’  Pak Nam. Ngoài ra có 12 tổ chức hành chính tambon.
| \| Số TT \| Tên \| Thai \| Số làng \| Dân số \| \| \| ----- \| -------------- \| --------- \| ------- \| ------ \| \| \| 1. \| Lang Suan \| หลังสวน \| - \| 4.008 \| \| \| 2. \| Khan Ngoen \| ขันเงิน \| 7 \| 6.843 \| \| \| 3. \| Tha Maphla \| ท่ามะพลา \| 9 \| 3.120 \| \| \| 4. \| Na Kha \| นาขา \| 13 \| 7.709 \| \| \| 5. \| Na Phaya \| นาพญา \| 19 \| 5.024 \| \| \| 6. \| Ban Khuan \| บ้านควน \| 17 \| 7.902 \| \| \| 7. \| Bang Maphrao \| บางมะพร้าว \| 14 \| 4.753 \| \| \| 8. \| Bang Nam Chuet \| บางน้ำจืด \| 14 \| 4.950 \| \| \| 9. \| Pak Nam \| ปากน้ำ \| 6 \| 6.803 \| \| \| 10. \| Pho Daeng \| พ้อแดง \| 10 \| 2.268 \| \| \| 11. \| Laem Sai \| แหลมทราย \| 12 \| 3.789 \| \| \| 12. \| Wang Tako \| วังตะกอ \| 13 \| 7.089 \| \| \| 13. \| Hat Yai \| หาดยาย \| 13 \| 6.082 \| \| | Map of Amphoe  |           |         |        |  |
| Số TT | Tên            | Thai      | Số làng | Dân số |  |
| 1. | Lang Suan      | หลังสวน    | -       | 4.008  |  |
| 2. | Khan Ngoen     | ขันเงิน     | 7       | 6.843  |  |
| 3. | Tha Maphla     | ท่ามะพลา   | 9       | 3.120  |  |
| 4. | Na Kha         | นาขา      | 13      | 7.709  |  |
| 5. | Na Phaya       | นาพญา     | 19      | 5.024  |  |
| 6. | Ban Khuan      | บ้านควน    | 17      | 7.902  |  |
| 7. | Bang Maphrao   | บางมะพร้าว | 14      | 4.753  |  |
| 8. | Bang Nam Chuet | บางน้ำจืด   | 14      | 4.950  |  |
| 9. | Pak Nam        | ปากน้ำ     | 6       | 6.803  |  |
| 10. | Pho Daeng      | พ้อแดง     | 10      | 2.268  |  |
| 11. | Laem Sai       | แหลมทราย  | 12      | 3.789  |  |
| 12. | Wang Tako      | วังตะกอ    | 13      | 7.089  |  |
| 13. | Hat Yai        | หาดยาย    | 13      | 6.082  |  |